# 熊谷清一郎
熊谷 清一郎（くまがい せいいちろう、1914年6月16日 - 没年不詳）は、日本の機械工学者である。
岩手県盛岡市出身。1940年に東京帝国大学卒業、1943年東京帝国大学大学院満期退学。戦後東京大学教授となり、定年後名誉教授となる。その後は岩手大学で教授を務め、退職後はノーリツ基礎研究所所長もつとめた。
内燃機関研究を主に行い、国際燃焼学会で活躍した。
一般向け著作として、「火」（1979年）、「エンジンの話」（1981年）（いずれも岩波新書）がある。